# 건대입구역
건대입구역(Konkuk University Station, 建大入口驛)은 서울특별시 광진구 아차산로에 있는 서울 지하철 2호선과 서울 지하철 7호선의 환승역이다. 2호선 개통 당시의 역명은 화양역(華陽驛)이었으나 인근에 건국대학교가 있어 역명이 개정됐다.

## 역사
- 1980년 10월 31일 : 서울 지하철 2호선 신설동~종합운동장 구간 개통과 함께 영업 개시
- 1985년 3월 1일 : 역명을 화양역에서 건대입구역으로 변경[1]
- 1996년 10월 11일 : 7호선 시·종착역으로 장암~건대입구 구간 개통과 함께 환승역이 됨
- 2000년 8월 1일 : 7호선 신풍~건대입구 구간 개통과 함께 중간역이 됨.

## 역 구조
두 노선 모두 2면 2선의 상대식 승강장을 갖추고 있으며, 2호선은 지상 고가역과 7호선은 지하역이며, 승강장에는 스크린도어가 설치되어 있다. 2호선 승강장에는 난간형 스크린도어와 7호선 승강장에는 완전 밀폐형 스크린도어가 설치되어 있다. 출구는 모두 6개가 있다. 2호선의 경우 하차 후 개찰구를 통과하지 않고도 화장실을 이용할 수 있지만 7호선은 하차 후 개찰구를 통과해야 화장실에 갈 수 있다. 7호선 승강장에는 어린이대공원역처럼 안전펜스에 적외선 검지 방식 설비가 되어 있었으나, 실효성이 없어서 스크린도어로 대체하였다. 현재 7호선에는 한국스마트카드와의 협력을 통한 개방형 개찰구가 설치되어 있다.

### 2호선 승강장
| 성수 ↑ |
| \| 외  |
| ↓ 구의 |

| 외선 순환 | ● 서울 지하철 2호선 | 성수 · 왕십리 · 신당 · 시청 · 홍대입구 방면  |
| 내선 순환 | ● 서울 지하철 2호선 | 강변 · 잠실 · 선릉 · 삼성 · 강남 · 사당 방면 |

### 7호선 승강장
| 어린이대공원 ↑ |
| \| 상          |
| ↓ 자양         |

| 상행 | ● 서울 지하철 7호선 | 상봉 · 태릉입구 · 노원 · 도봉산 · 장암 방면 |
| 하행 | ● 서울 지하철 7호선 | 청담 · 고속터미널 · 이수 · 온수 · 석남 방면 |

## 역 주변
출구는 1번부터 6번까지 있으며, 1·2번 출구는 건대맛의거리, 3번 출구는 스타시티몰, 4번 출구는 자양3동, 5·6번 출구는 건대로데오거리 등과 연결되어 있다.
| - 건국대학교 - 건국대학교병원 - 광진구의회 - 광진문화예술회관 - 노룬산시장 - 동부여성개발원 - 서울동자초등학교 - 스타시티몰 - 롯데백화점 스타시티점 - 이마트 자양점 - 일렉트로마트 자양점 - 부츠 이마트 자양점 - 롯데시네마 건대입구 - 반디앤루니스 롯데 스타시티점 | - 서울신양초등학교 - 자양고등학교 - 자양3동 방면 - 자양4동행정복지센터 - 자양중학교 - 서울자양초등학교 - 조양시장 - 화양동행정복지센터 - 화양동치안센터 - 서울화양초등학교 - 롭스 건대점 |

## 이용객 변동
| 노선  | 노선   | 일평균 인원수 (명/일) | 일평균 인원수 (명/일) | 일평균 인원수 (명/일) | 일평균 인원수 (명/일) | 일평균 인원수 (명/일) | 일평균 인원수 (명/일) | 일평균 인원수 (명/일) | 일평균 인원수 (명/일) | 일평균 인원수 (명/일) | 일평균 인원수 (명/일) | 각주  |
| 노선  | 노선   | 2000년                | 2001년                | 2002년                | 2003년                | 2004년                | 2005년                | 2006년                | 2007년                | 2008년                | 2009년                | 각주  |
| ----- | ------ | --------------------- | --------------------- | --------------------- | --------------------- | --------------------- | --------------------- | --------------------- | --------------------- | --------------------- | --------------------- | ----- |
| 2호선 | 승차   | 39,055                | 38,008                | 40,409                | 39,258                | 39,499                | 40,017                | 39,577                | 41,568                | 44,435                | 45,069                | [ 3 ] |
| 2호선 | 하차   | 40,512                | 40,569                | 43,257                | 42,170                | 42,576                | 43,074                | 42,821                | 44,771                | 47,177                | 48,536                | [ 3 ] |
| 2호선 | 승하차 | 79,567                | 78,577                | 83,667                | 81,428                | 82,075                | 83,090                | 82,398                | 86,339                | 91,612                | 93,605                | [ 3 ] |
| 7호선 | 승차   | 6,404                 | 7,978                 | 7,583                 | 8,511                 | 8,346                 | 9,044                 | 10,236                | 10,554                | 10,301                | 12,313                | [ 4 ] |
| 7호선 | 하차   | 7,019                 | 8,715                 | 8,242                 | 8,798                 | 8,671                 | 9,532                 | 10,742                | 11,364                | 11,351                | 13,020                | [ 4 ] |
| 7호선 | 승하차 | 13,423                | 16,694                | 15,825                | 17,309                | 17,017                | 18,575                | 20,978                | 21,918                | 21,652                | 25,332                | [ 4 ] |
| 노선  | 노선   | 2010년                | 2011년                | 2012년                | 2013년                | 2014년                | 2015년                | 2016년                | 2017년                | 2018년                |                       |       |
| 2호선 | 승차   | 43,342                | 44,412                | 43,906                | 43,865                | 45,515                | 45,935                | 45,781                | 44,952                | 44,430                |                       |       |
| 2호선 | 하차   | 48,175                | 49,031                | 48,330                | 48,126                | 49,900                | 50,360                | 50,054                | 49,118                | 49,165                |                       |       |
| 2호선 | 승하차 | 91,517                | 93,443                | 92,237                | 91,991                | 95,415                | 96,295                | 95,835                | 94,070                | 93,595                |                       |       |
| 7호선 | 승차   | 17,250                | 18,694                | 19,084                | 19,024                | 18,614                | 17,655                | 17,176                | 16,838                | 16,923                |                       |       |
| 7호선 | 하차   | 17,148                | 19,035                | 19,734                | 20,085                | 19,683                | 18,866                | 18,753                | 18,228                | 17,684                |                       |       |
| 7호선 | 승하차 | 34,398                | 37,729                | 38,818                | 39,109                | 38,297                | 36,521                | 35,929                | 35,066                | 34,607                |                       |       |

## 인접한 역
| 서울 지하철 2호선 을지로순환선 | 서울 지하철 2호선 을지로순환선 | 서울 지하철 2호선 을지로순환선 |
| ------------------------------ | ------------------------------ | ------------------------------ |
| 211 성수 외선 순환             | ● 서울 지하철 2호선            | 213 구의 내선 순환             |
| 서울 지하철 7호선              |                                |                                |
| 726 어린이대공원 장암 방면     | ● 서울 지하철 7호선            | 728 자양 석남 방면             |

## 사진

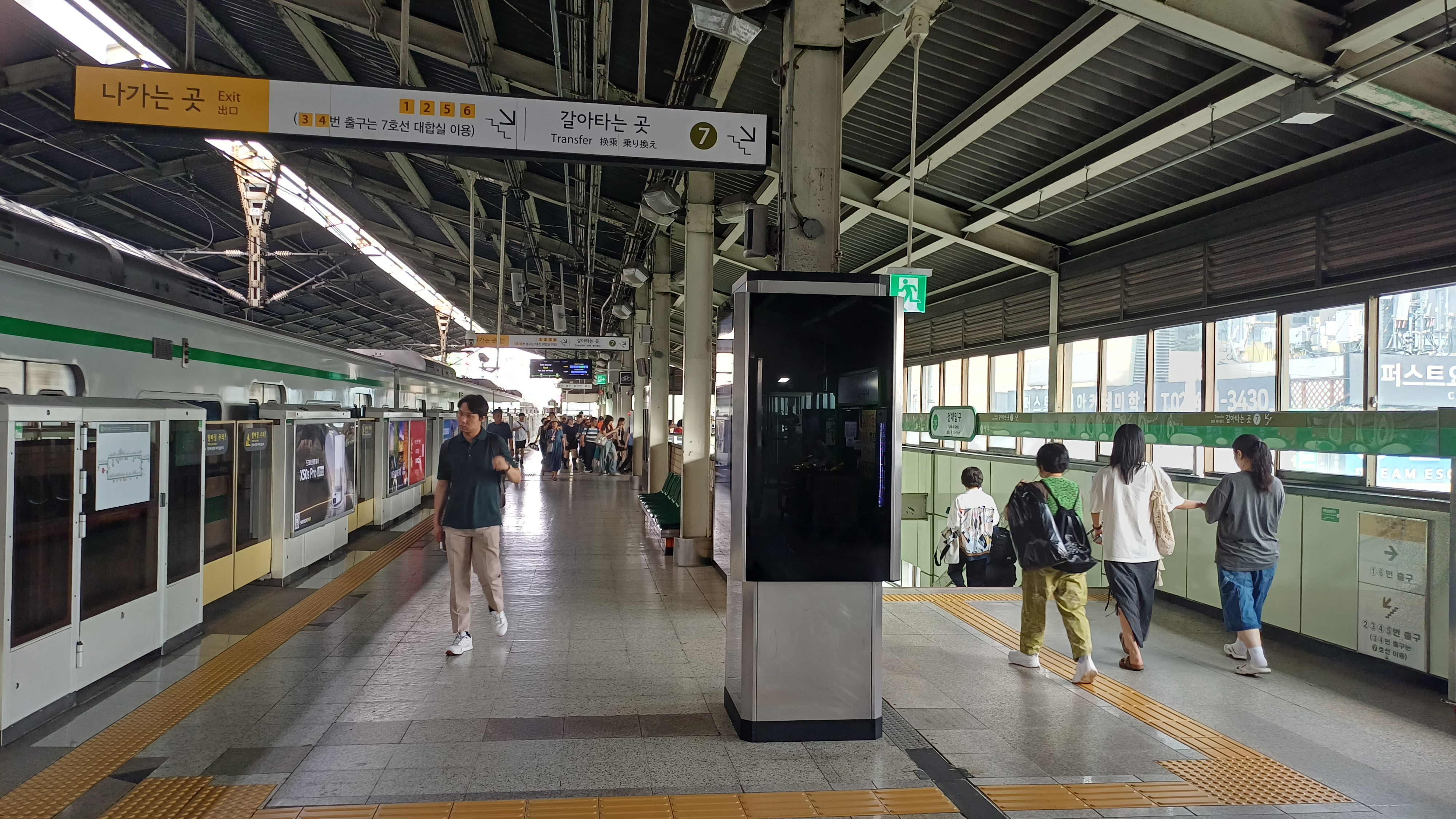
2호선 승강장
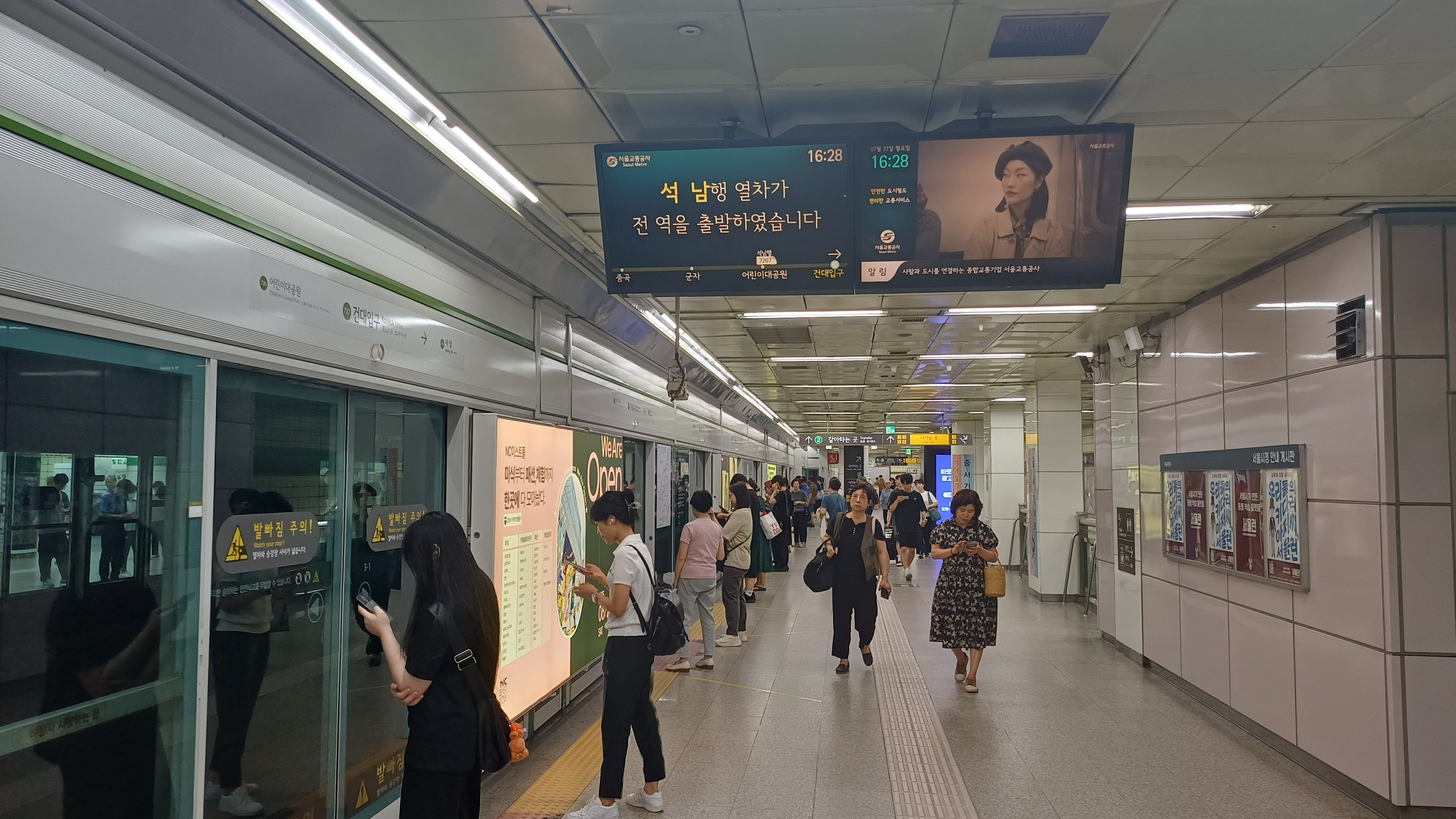
7호선 승강장
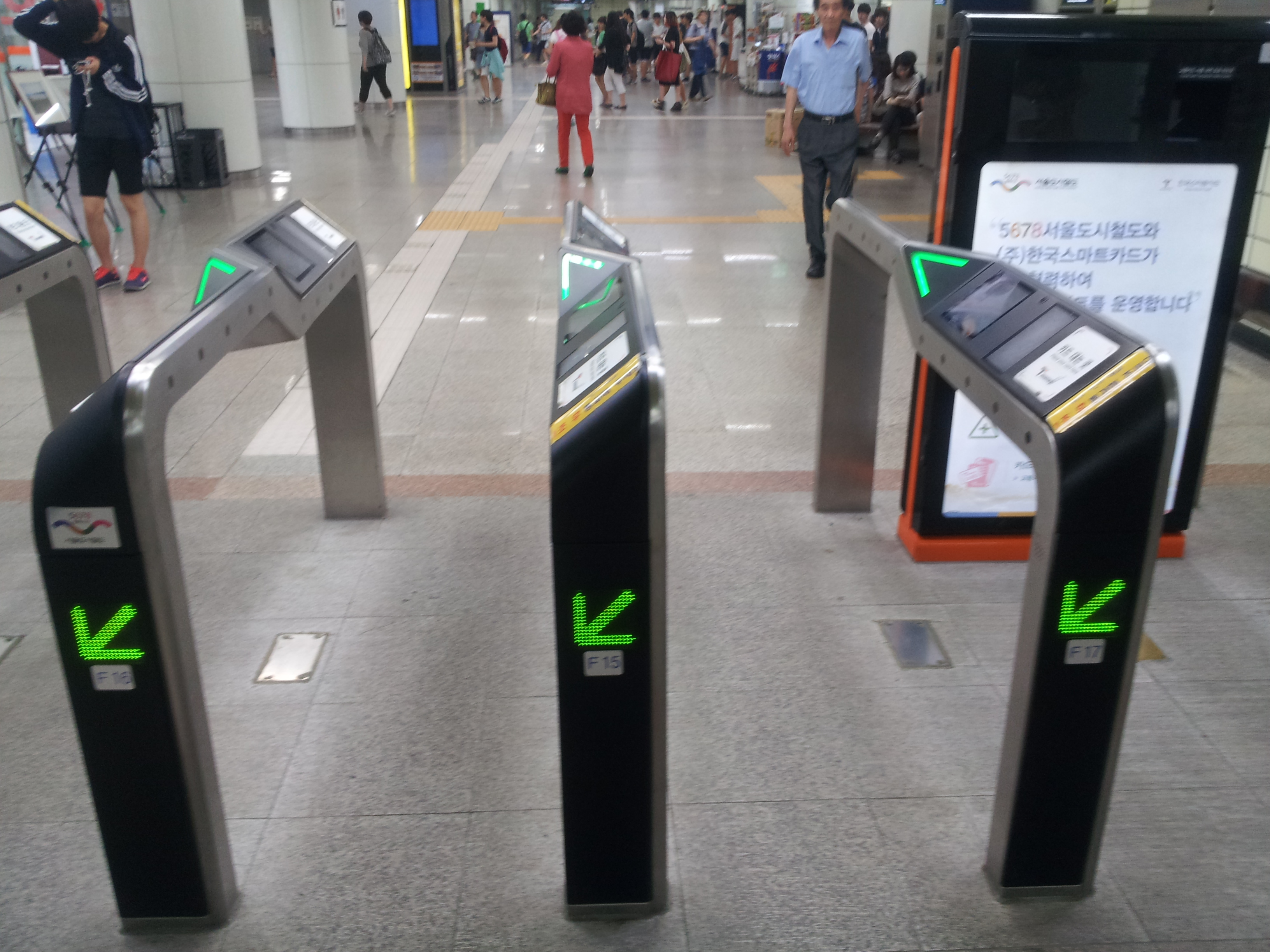
개방형 개찰구
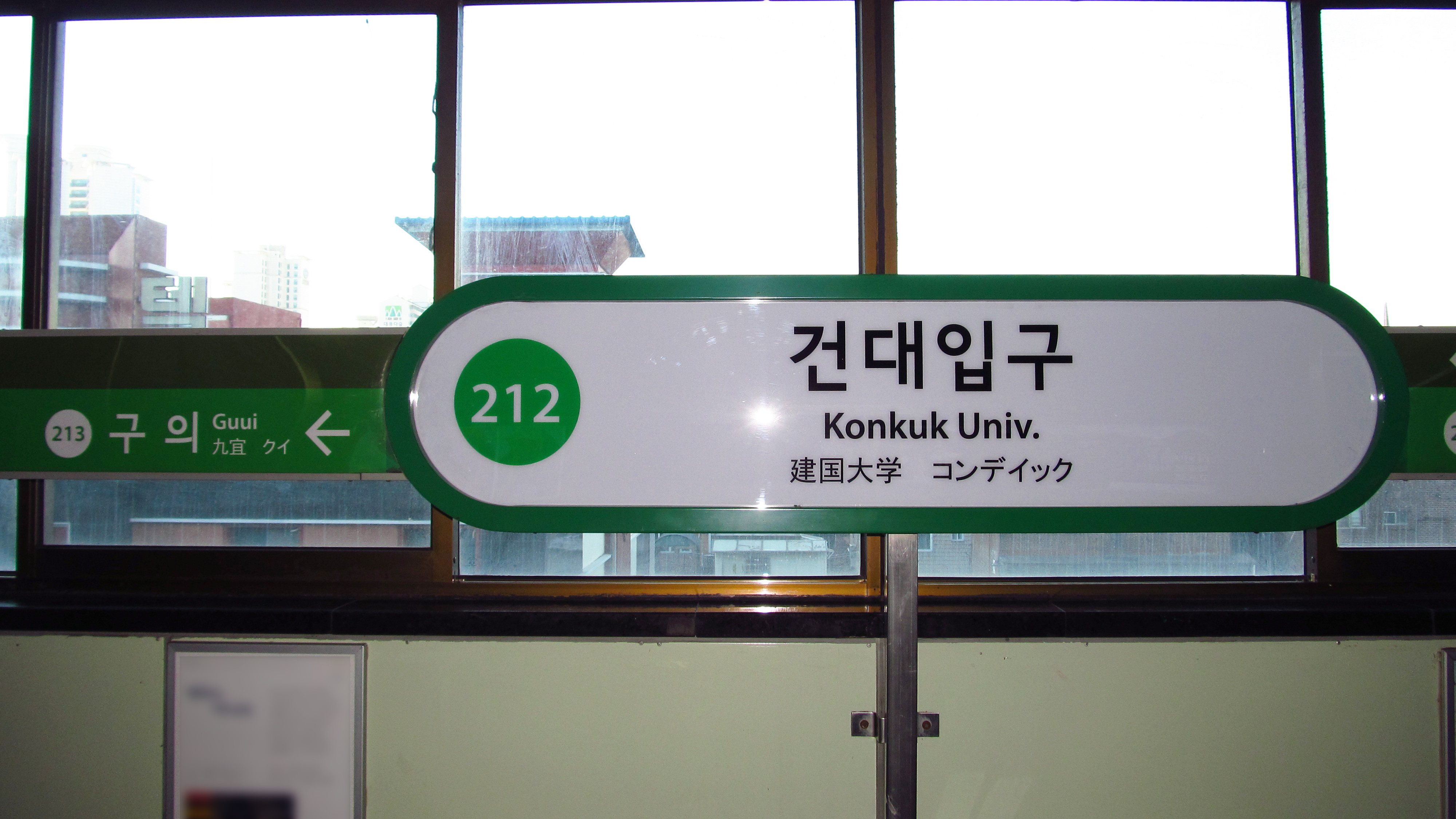
내선순환 역명판
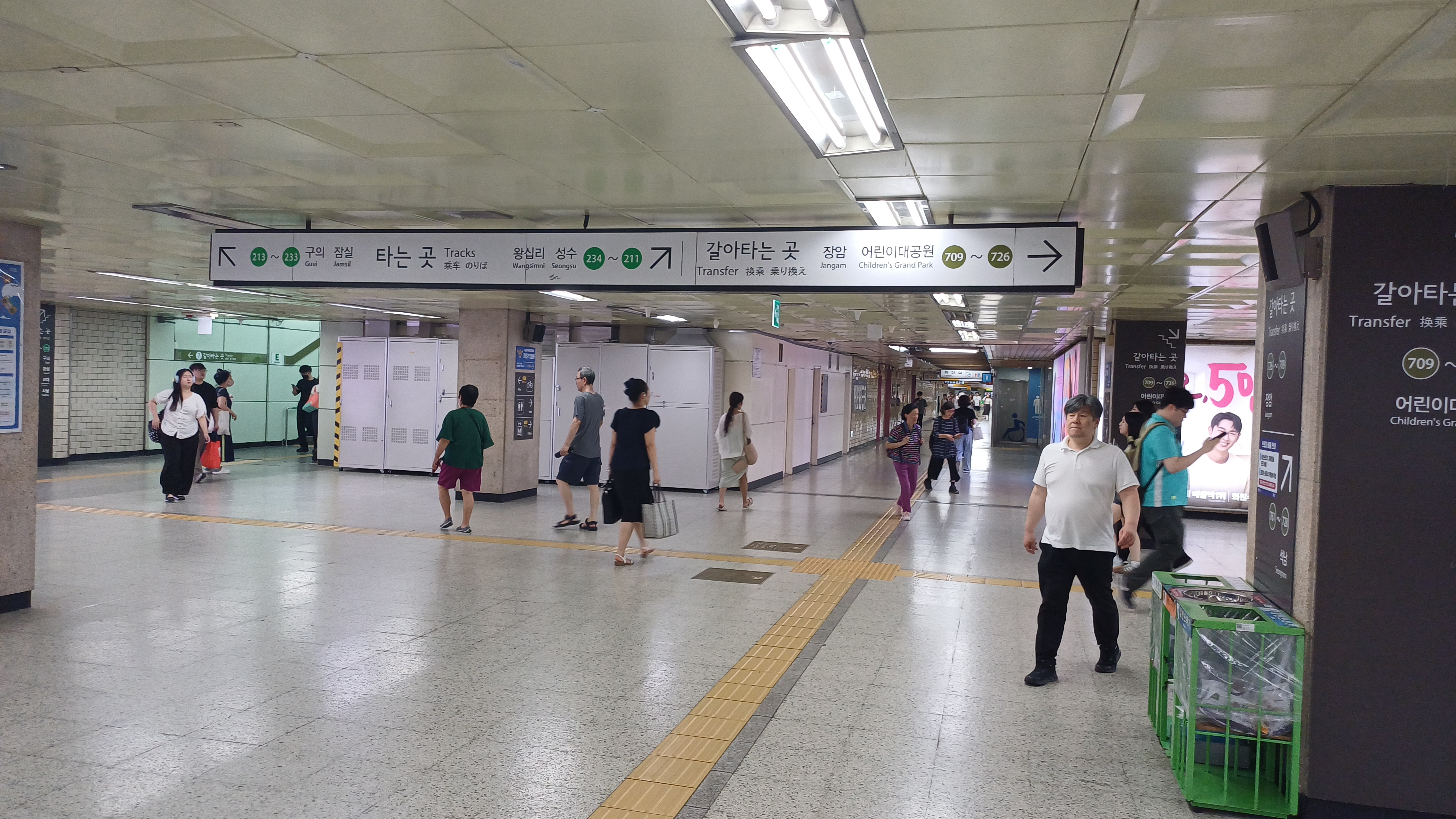
대합실